# 孙涛 (1976年)
孙涛（1976年1月—），男，汉族，河南舞阳人，中华人民共和国政治人物，中国共产党党员，第十三届全国人民代表大会山西地区代表。

## 生平
2018年2月24日，当选为第十三届全国人大代表。